# Jean-Sébastien Simonoviez
Jean-Sébastien Simonoviez, né à Caen en 1966, est un musicien (pianiste, trompettiste et batteur), compositeur, auteur et arrangeur français.

## Biographie
Jean-Sébastien Simonoviez naît d’un père mélomane et d’une mère pianiste amateur.
Dès 5 ans, il commence à étudier le piano classique avec une professeur « vieille école ». À l’âge de 7 ans, il intègre une école de musique où on lui propose de choisir un deuxième instrument (la trompette). Jusqu’à l’âge de 14 ans, il assimile les techniques de base de la musique, (lecture, écriture, théorie). Dès 16 ans, il commence à jouer avec d’autres musiciens.
En 1989 il enregistre le disque "Standards" d’André Jaume avec Olivier Clerc et François Méchali pour le label CELP. Le guitariste Pascal Salé, avec lequel il parcourt la France lui enseigne l’harmonie et les techniques d’improvisation.
Dans les années 1990, il participe à de nombreux projets (concerts et disques, avec des musiciens européens tels que JP Llabador, Denis Fournier, Fred Monino, JR Dalerci, Joël Allouche, Doudou Gouirand, Philippe Gareil, Maurizio Giammarco, Paolo Fresu… et américains (Sangoma Everett, Jim Pepper)) et enregistre avec son groupe Soma « tacha » (Nil records) dist ZZ. Ce trio tournera quelque temps avec Philippe Petrucciani.
En 1991 il enregistre Transe Lucide avec Jean Jacques Avenel et Tony Moreno. Parallèlement, il enseigne à l'Institut musical de formation professionnelle de Salon-de-Provence. Dans la salle où il dispense les cours de piano, une batterie est montée en permanence, il apprend alors à en jouer en autodidacte. Il participe rapidement à des formations en tant que batteur, notamment avec la pianiste Perrine Mansuy. En certaines occasions, il accompagne d’autres musiciens comme Alain Jean Marie, Michel Grailler, Siegfried Kessler ou encore le saxophoniste anglais Peter King.
À partir de la fin des années 1990, il se rend régulièrement à New York, et partage son temps entre les États-Unis et la France.  
De retour en France, Gérard de Haro lui propose d’enregistrer son premier album en piano solo Vents et Marées Harmonia Mundi, 2003. Ce disque est très bien accueilli par la presse spécialisée. Il intègre parallèlement le groupe de Gérard Faroux au sein duquel il aura l’occasion de rencontrer Misja Fitgerald Michel, Micky et Ravi Coltrane, Gilles Naturel…
Il crée ensuite le groupe Transition avec François Gallix, Gaël Horellou, Yoann Serra et Clara Simonoviez. Après une série de concerts, le quintet devient un septet, intégrant des arrangements pour 2 saxophones, 3 voix, contrebasse, batterie, piano.
En 2007, il enregistre le projet Crossing life and strings (La Buissonne / Harmonia Mundi) avec Jean-Jacques Avenel, Riccardo Del Fra, Barre Phillips, Steve Swallow et le quatuor Opus 33. En 2008, il tourne avec le quartet de Gaël Horellou avec qui il enregistre Pour la terre live au Sunside en compagnie de François Gallix et Ari Hoenig. En 2010 il participe au projet de Maurey Richards et enregistre The best is yet to come en compagnie de Philippe Dardelle et Mourad Benhamou. En 2010, il crée, et coorganise depuis, le festival de jazz de Fontiers-Cabardès.
En 2011, il participe en tant que pianiste et arrangeur au projet To Frank de Clara Simonoviez en compagnie de FR Gallix, G Horellou et Lolo Bellonzi. 
L'année suivante, en 2012, l’album Transition Cosmic Power sort chez Black and Blue. Dans cet album, il prend la place d'auteur, compositeur, arrangeur, chanteur et pianiste. 
L’album Transe Lucide sort en février 2013, en compagnie de Jean-Jacques Avenel et Anthony Moreno. Jean-Sébastien Simonoviez est également le fondateur du label « Hâtive! ».
En 2014 un autre album « Multifaces » est enregistré sous le même label.
Depuis 2015 il passe beaucoup de temps en Asie et participe à de nombreux concerts avec des musiciens Vietnamiens ,. 
Il rencontre également la pianiste Indonésienne Nita Aartsen avec qui il engage une collaboration en tant que trompettiste et compositeur,,.
Parallèlement le cd Translucide est réédité par le label Indonesien demajors.

## Discographie
- Do Clara Simonoviez 2015)
- Multifaces Jean-Sébastien Simonoviez (2014)
- Transe Lucide Jean-Sébastien Simonoviez (2013)
- Transition Cosmic Power Jean-Sébastien Simonoviez (2012)
- To Frank Clara Simonoviez quintet (2011)
- The best is yet to come Maurey Richards (2010)
- Pour la Terre Gaël Horellou quartet (2009)
- Crossing life and strings Jean-Sébastien Simonoviez (2008)
- Transition Cosmic Power Jean-Sébastien Simonoviez (2006)
- A different way Jean-Sébastien Simonoviez (2005)
- ...Energize ! Simonoviez / d'Oelsnitz (2004)
- Vents et marées Jean-Sébastien Simonoviez (2003)
- Voarshadumia Voarshadumia Quintet (2002)
- The Flood Jean-Sébastien Simonoviez (2002)
- What's new ? Martine Kamoun (2001)
- Existence Jean-Sébastien Simonoviez (1997)
- Autour de la lune Perrine Mansuy (1997)
- Oh when the pandit Philippe Gareil (1995)
- Tacha Trio Soma (1989)
- Belleville Denis Fournier (1989)
- 5th edition Jean Pierre Llabador (1989)
- Standards André Jaume Quartet (1987)